# Tiếng Anh Singapore
Tiếng Anh Singapore (SgE, en-SG) (tương tự và liên quan đến tiếng Anh Anh) là ngôn ngữ tiếng Anh được nói ở Singapore, trong đó có hai hình thức chính là tiếng Anh chuẩn Singapore và tiếng Anh thông dụng Singapore (còn được gọi là Singlish).
Singapore là một thành phố quốc tế, với 37% dân số sinh ra bên ngoài đất nước. Người Singapore, những người cùng dân tộc, có nhiều ngôn ngữ và văn hóa đầu tiên khác nhau. Ví dụ, vào năm 2005, trong số Người Singapore gốc Hoa, hơn một phần ba nói tiếng Anh là ngôn ngữ chính của họ ở nhà trong khi gần một nửa nói tiếng phổ thông, và phần còn lại nói nhiều tiếng khác nhau Tiếng Quan thoại. Trong cộng đồng Ấn Độ, hầu hết người Singapore gốc Ấn nói tiếng Anh hoặc tiếng Tamil tại nhà. Ngôn ngữ tiếng Anh hiện là phương tiện giao tiếp phổ biến nhất trong số các học sinh từ tiểu học đến đại học. Nhiều gia đình sử dụng hai hoặc ba ngôn ngữ một cách thường xuyên và tiếng Anh thường là một trong số đó. Trước đây, Bản mẫu:Ngày=tháng 6 năm 2013 một số trẻ nhận được ít năm học tiếng Anh hơn những trẻ khác. Như vậy, mức độ thông thạo tiếng Anh của người dân ở Singapore rất khác nhau tùy theo từng người.Bản mẫu:Incomplete short citation

## Phân loại Tiếng Anh Singapore
Tiếng Anh Singapore có thể được phân loại thành tiếng Anh chuẩn Singapore (SSE) và Tiếng Anh thực dân Singapore (Singlish). Ngôn ngữ bao gồm ba xã hội học; Kiểm tra, Mesolect và Basilect. Cả Acrolect và Mesolect đều được coi là tiếng Anh chuẩn của Singapore, trong khi Basilect được coi là Singlish.
- Kiểm tra; không có sự khác biệt đáng kể và nhất quán từ các tính năng của tiếng Anh chuẩn (SBE).[9]
- Mesolect; nó có một số tính năng khác biệt với SBE[9]
  1. Bài viết không xác định (Copula vắng mặt); ví dụ. "Tôi có thể xin giấy phép xe?" (Thay vì nói "a" bằng lái xe hơi))
  2. Thiếu dấu ở dạng động từ (Chính quy); ví dụ. "Anh ấy luôn đến trung tâm mua sắm."
- Vương cung (Singlish);[9]
  1. Thẻ câu hỏi "is it" (là nó); ví dụ. "You are coming today, Is it?" ("Bạn đang đến hôm nay, phải không?")
  2. Copula nhất quán; ví dụ. "He always go to the shopping centre." ("Chữ viết tay của tôi không tốt, hả.")
  3. Sử dụng các hạt như ah; hả, ví dụ "Wait ah; Hurry lah, I need to go now!" ("Đợi đã, nhanh lên, tôi cần phải đi ngay bây giờ!")

Người dân Singapore thay ngôn ngữ của họ theo tình huống xã hội (Pakir 1991) và thái độ mà họ muốn truyền đạt (Poedjosoedarmo 1993). Những người Singapore có trình độ học vấn cao hơn, có trình độ tiếng Anh "cao hơn", có xu hướng nói tiếng Anh "Chuẩn" (tiếng Anh). Mặt khác, và điển hình là những người ít học hoặc người Singapore có ngôn ngữ đầu tiên không phải là tiếng Anh, nói tiếng Singlish (cơ sở). Gupta (1994) nói rằng hầu hết những người nói tiếng Singapore xen kẽ một cách có hệ thống giữa ngôn ngữ thông tục và ngôn ngữ chính thức tùy thuộc vào hình thức của tình huống. Việc sử dụng liên tục cả SSE và Singlish đã dẫn đến sự xuất hiện dần dần của một mesolect, một dạng trung gian của tiếng Anh Singapore, nửa chừng giữa tiếng Anh Singapore chính thức và không chính thức.

## Tiếng Anh Singapore chuẩn
Tiếng Anh chuẩn Singapore là dạng tiếng Anh chuẩn được sử dụng tại Singapore. Nó thường giống với tiếng Anh Anh và thường được sử dụng trong các môi trường chính thức hơn như nơi làm việc hoặc khi giao tiếp với những người có thẩm quyền cao hơn như giáo viên, ông chủ và quan chức chính phủ. Singapore Tiếng Anh đóng vai trò là "cầu nối "giữa các nhóm dân tộc khác nhau ở Singapore. Tiếnh Anh Singapore chuẩn giữ nguyên cách đánh vần tiếng Anh  và ngữ pháp. 

## Tiếng địa phương của Tiếng Anh Singapore
Một loạt các phương ngữ tiếng Anh nước ngoài có thể được nghe thấy ở Singapore. Giọng Mỹ và Anh thường được nghe trên truyền hình và đài phát thanh địa phương do thường xuyên phát sóng các chương trình truyền hình nước ngoài. Giọng Ấn Độ, được nói bởi người nước ngoài Ấn Độ, cũng có thể được nghe hàng ngày trên đường phố Singapore.

## Thông dụng Tiếng Anh / Singlish
Singlish là Ngôn ngữ Creole được nói tại Singapore. Không giống như SSE, Singlish bao gồm nhiều hạt diễn ngôn và các từ mượn từ Malay, Quan Thoại và Phúc Kiến. Nhiều từ cho vay như vậy bao gồm các từ chửi thề, như Kanina và Chee Bai. Do đó, nó thường được coi là có uy tín thấp trong nước và không được sử dụng trong giao tiếp chính thức.

## Xu hướng Tiếng Anh tại Singapore
| Language                | 1990 | 2000 | 2010 | 2015 |
| ----------------------- | ---- | ---- | ---- | ---- |
| Tiếng Anh               | 18.8 | 23.0 | 32.3 | 36.9 |
| Quan thoại              | 23.7 | 35.0 | 35.6 | 34.9 |
| Phương ngữ Gốc Hoa khác | ?    | 23.8 | 14.3 | 12.2 |
| Mã Lai                  | 14.3 | 14.1 | 12.2 | 10.7 |
| Tamil (Nam Ấn Độ)       | 2.9  | 3.2  | 3.3  | 3.3  |
| Khác                    | ?    | 0.9  | 2.3  | 2.0  |

Vào năm 2010, 52% trẻ em gốc Hoa và 26% trẻ em Mã Lai có độ tuổi từ 5 đến 14 nói Tiếng Anh là Ngôn Ngữ Mẹ đẻ, so với 36% và 9,4% tương ứng vào 2000

## Các ngôn ngữ chính thức khác tại Singapore
Tiếng Anh là một trong bốn ngôn ngữ chính thức tại Singapore cùng với Malay, Quan thoại và Tamil The national language is Malay vì lý do lịch sử, vì Singapore là một phần của Hồi quốc Johor cho đến thế kỷ 19 và được nói ngắn gọn Trong liên bang với Malaysia trong khoảng thời gian từ 1963 đến 1965. Tất cả các dấu hiệu, luật pháp và tài liệu chính thức đều được yêu cầu bằng tiếng Anh, mặc dù bản dịch trong các ngôn ngữ chính thức khác đôi khi được bao gồm. Theo hệ thống giáo dục, tiếng Anh là ngôn ngữ giảng dạy cho gần như tất cả các môn trừ ngôn ngữ tiếng mẹ đẻ chính thức (ba ngôn ngữ chính thức khác) và văn học của các ngôn ngữ đó.